# Micrurus ibiboboca
Micrurus ibiboboca är en ormart som beskrevs av Merrem 1820. Micrurus ibiboboca ingår i släktet korallormar och familjen giftsnokar. Inga underarter finns listade i Catalogue of Life.
Arten förekommer i Brasilien söder om Amazonfloden i delstaterna Amazonas, Bahia, Sergipe, södra Ceará, Alagoas, Maranhão, Paraíba, Pernambuco, Piauí, Rio de Janeiro och Rio Grande do Norte. Honor lägger ägg. Liksom andra korallormar har Micrurus ibiboboca ett giftigt bett.
Individerna blir cirka 100 cm långa.